# Færøernes Landsstyre
Færøernes Landsstyre (færøsk: Føroya landsstýri) er Færøernes selvstyrende regering som ledes af lagmanden. 
Den færøske landsregering bliver i reglen valgt hvert fjerde år af lagtinget.
Færøerne opnåede indre hjemmestyre i 1948 men ikke fuldt selvstyre, fx skal folkeskolerne udover det lokale sprog undervise i dansk, begge områder modtager bloktilskud fra Danmark, og udenrigsforhold varetages som hovedregel af regeringen i København.
Færøernes landsstyre kan med fremmede stater og mellemfolkelige organisationer forhandle og indgå folkeretlige aftaler, herunder forvaltningsaftaler, som fuldt ud angår overtagne sagsområder. Den nuværende lagmand er siden september 2019 Bárður á Steig Nielsen (Sambandsflokkurin). Ministrene kaldes henholdsvis landsstyremand og landsstyrekvinde (landsstýrismaður, landsstýriskvinna), f.eks. landsstýrismaðurin í mentamálum (kulturministeren) og landsstýriskvinnan í almannamálum (socialministeren). Ordet ráðharri (rådherre) bruges også, med mála (sager) imellem de to ord der beskriver hvad slags minister der er tale om. Kulturministeren kaldes f.eks. mentamálaráðharrin, sundhedsministeren kaldes heilsumálaráðharrin osv., her skelnes der ikke mellem mænd og kvinder, selv om harri er en maskulin form.
Med overtagelsesloven, der trådte i kraft den 29. juli 2005, blev de muligheder, som de færøske myndigheder havde i medfør af hjemmestyreloven for at overtage sagsområder, udvidet væsentligt. Færøerne gik fra hjemmestyre til selvstyre således, at alle indre anliggender (men ikke forsvars- og sikkerhedspolitiske anliggender) overgik til Landsstyret.
Overtagelsesloven åbner således mulighed for, at de færøske myndigheder kan overtage samtlige sager og sagsområder, bortset fra statsforfatningen, statsborgerskab, Højesteret, udenrigs-, sikkerheds- og forsvarspolitik samt valuta- og pengepolitik. Loven omfatter således også de sager og sagsområder, der er opført i hjemmestyreloven, og som endnu ikke er overtaget af de færøske myndigheder. Sådanne sagsområder vil således skulle overtages i medfør af bestemmelserne i overtagelsesloven.
Ved fuldmagtsloven, ligeledes fra 2005, kan Landsstyret med visse begrænsninger ligeledes indgå internationale aftaler, som kun vedrører de ansvarsområder, som selvstyret fuldt ud har overtaget og som ikke omfatter hele rigsfællesskabet.
Lagmanden og landsstyremændene, der er valgt til lagtinget, skal udtræde af lagtinget, så længe de er medlem af landsstyret. Suppleanter indkaldes derefter til deres pladser. Alle vedtagne love skal godkendes af lagmanden.

## Landsstyret
Det færøske landsstyre har foruden lagmanden Bárður á Steig Nielsen (Sambandsflokkurin) – følgende landsstyremænd (siden 16. sepember 2019):
| Ressort                                         | Landsstyremand                    | Parti             |
| ----------------------------------------------- | --------------------------------- | ----------------- |
| Social (Almannamálaráðið)                       | Elsebeth Mercedis Gunnleygsdóttur | Fólkaflokkurin    |
| Fiskeri (Fiskimálaráðið)                        | Jacob Vestergaard                 | Fólkaflokkurin    |
| Miljø og erhverv (Umhvørvis- og vinnumálaráðið) | Helgi Abrahamsen                  | Sambandsflokkurin |
| Finans (Fíggjarmálaráðið)                       | Jørgen Niclasen                   | Fólkaflokkurin    |
| Sundhed (Heilsumálaráðið)                       | Kaj Leo Holm Johannesen           | Sambandsflokkurin |
| Udenrigs- og kultur (Mentamálaráðið)            | Jenis av Rana                     | Miðflokkurin      |

## Færøernes landsstyre siden 1948
| Periode   | Regering                          | Partier         |
| --------- | --------------------------------- | --------------- |
| 1948–1950 | Regeringen Andrass Samuelsen      | SB, JF, SF      |
| 1950–1954 | Regeringen Kristian Djurhuus I    | FF, SB          |
| 1954–1959 | Regeringen Kristian Djurhuus II   | FF, SB, SF      |
| 1959–1963 | Regeringen Peter Mohr Dam I       | SB, JF, SF      |
| 1963–1967 | Regeringen Hákun Djurhuus         | FF, SF, TF, FB  |
| 1967–1968 | Regeringen Peter Mohr Dam II      | SB, JF, SF      |
| 1968–1970 | Regeringen Kristian Djurhuus III  | SB, JF, SF      |
| 1970–1975 | Regeringen Atli Dam I             | SB, JF, SF      |
| 1975–1979 | Regeringen Atli Dam II            | FF, JF, TF      |
| 1979–1981 | Regeringen Atli Dam III           | FF, JF, TF      |
| 1981–1985 | Regeringen Pauli Ellefsen         | FF, SB, SF      |
| 1985–1988 | Regeringen Atli Dam IV            | JF, SF, TF, KrF |
| 1988–1989 | Regeringen Atli Dam V             | JF, SF, TF, FrF |
| 1989      | Regeringen Jógvan Sundstein I     | FF, SF, TF, KrF |
| 1989–1991 | Regeringen Jógvan Sundstein II    | FF, SB, TF      |
| 1991–1993 | Regeringen Atli Dam VI            | FF, JF          |
| 1993–1994 | Regeringen Marita Petersen        | JF, TF, SF      |
| 1994–1996 | Regeringen Edmund Joensen I       | SB, JF, SF, VMF |
| 1996–1998 | Regeringen Edmund Joensen II      | FF, SB, SF, VMF |
| 1998–2002 | Regeringen Anfinn Kallsberg I     | FF, SF, TF      |
| 2002–2004 | Regeringen Anfinn Kallsberg II    | FF, SF, TF, MF  |
| 2004–2008 | Regeringen Jóannes Eidesgaard I   | FF, SB, JF      |
| 2008      | Regeringen Jóannes Eidesgaard II  | JF, T, MF       |
| 2008–2011 | Regeringen Kaj Leo Johannesen I   | FF, SB, JF      |
| 2011–2015 | Regeringen Kaj Leo Johannesen II  | FF, SB, SF, MF  |
| 2015–2019 | Regeringen Aksel V. Johannesen    | JF, T, F        |
| 2019–2022 | Regeringen Bárður á Steig Nielsen | FF, SB, MF      |
| 2022-     | Regeringen Aksel V. Johannesen II | JF, T, F        |